# بدخیم (فیلم ۲۰۲۱)
بدخیم (انگلیسی: Malignant) یک فیلم سینمایی آمریکایی در ژانر ترسناک دلهره‌آور محصول سال ۲۰۲۱ به کارگردانی جیمز وان از فیلمنامه‌ای از آکلا کوپر که براساس یک داستان اصلی از جیمز وان، اینگرید بیسو و آکلا کوپر ساخته شده‌است.
فیلم بدخیم در ۱۹ شهریور ۱۴۰۰ توسط کمپانی برادران وارنر پیکچرز در ایالات متحده آمریکا منتشر شد.
در این فیلم بازیگرانی همچون آنابل والیس، جیک ایبل، جورج یانگ، مادی مدی هسن، میچول برایانا وایت، ژاکلین مک‌کنزی و مکینا گریس حضور دارند.

## داستان
مدیسون با دیدن قتل‌های وحشتناک در رؤیاهای خود به ستوه آمده و وقتی متوجه می‌شود که این رؤیاها در واقعیت به وقوع می‌پیوندند عذاب او دو چندان می‌شود.

## فیلمبرداری
فیلمبرداری در ۲۴ سپتامبر ۲۰۱۹ آغاز شد، و در ۸ دسامبر ۲۰۱۹ به پایان رسید.